# Ivan Šmalhausen
Ivan Šmalhausen, celým jménem Ivan Ivanovič Šmalhausen, někdy uváděn též jako Schmalhausen (rusky Иван Иванович Шмальгаузен) (11. dubna 1884 Kyjev – 7. října 1963 Leningrad ) byl ruský zoolog a evoluční biolog.

## Život a dílo
Šmalhausen byl nejmladším synem Johannese Theodora Schmalhausena (1849–1894), který byl jedním ze zakladatelů ruské paleobotaniky. Po absolvování střední školy v roce 1901 se zapsal na Kyjevskou univerzitu, odkud byl kvůli studentským nepokojům vyloučen, ale v roce 1902 mohl pokračovat ve studiu přírodních věd. V roce 1904 pod vedením Nikolaje Severcova zkoumal embryonální vývoj plic užovky obojkové. Kvůli předčasné smrti svého otce musel studium přerušit, aby mohl pracovat jako učitel. V roce 1909 zkoumal vývoj limbického systému u sibiřského čolka štíhlozubého (Salamandrella keyserlingii). V roce 1912 se stal Severcovovým asistentem na Moskevské univerzitě; v letech 1914 až 1916 pracoval v zoologické stanici v Neapoli, kde položil základy svého doktorátu.
Kvůli říjnové revoluci nemohl nastoupit na mimořádnou profesuru na Tartuské univerzitě a v letech 1918 až 1921 vyučoval zoologii a srovnávací anatomii ve Voroněži. V roce 1921 se přestěhoval do Kyjeva, kde se v roce 1924 stal vedoucím ústavu a věnoval se fenogenetickým studiím, které interpretoval z evolučně biologického hlediska. Od roku 1922 byl členem Ukrajinské akademie věd. V roce 1935 se stal členem Akademie věd SSSR. Od roku 1936 také vedl Moskevský ústav evoluční morfologie, založený Severcovem, který byl v roce 1940 kvůli válce evakuován do Borovoje.
Tam napsal svá hlavní díla, Problémy darwinismu (1946) a Faktory evoluce: Teorie stabilizujícího výběru (1946). Druhé jmenované bylo přeloženo do angličtiny v roce 1949 a je považováno za nejdůležitější ruské dílo o evoluční teorii. Ukazuje, že v ruské biologii existoval nezávislý přístup k tzv. syntetické teorii evoluce, která založila moderní evoluční biologii. Podle Theodosia Dobžanského byl jedním z protagonistů obnoveného darwinismu.
23. srpna 1948 se Šmalhausen v průběhu kontroverze kolem lysenkovství stal obětí Stalinova dekretu č. 1208, který vydal ministr vysokého školství Sergej Kaftanov. Protože byl považován za zastánce názorů Augusta Weismanna a Thomase Hunta Morgana, byl propuštěn, jeho výzkumné projekty byly ukončeny a jeho publikace o evoluční biologii byly zakázány. Během této doby zdůrazňoval, že není genetik, ale vývojový biolog. Po skončení stalinistické éry, v roce 1955, se stal ředitelem embryologické laboratoře Zoologického ústavu v Leningradu, kde napsal monografii o původu suchozemských obratlovců. V posledních letech pracoval na přeformulování evoluční teorie s využitím kybernetiky.
Z dnešního pohledu jsou Šmalhausenovy evoluční faktory téměř stejně důležité jako programový popis Juliana Huxleyho v knize Evoluce: Moderní syntéza (1942). Nezávisle na genetické asimilaci Conrada Hala Waddingtona zavedl „stabilizující výběr“ (jak jej nazýval) a hledal tak vysvětlení pro souhru variability v ontogenezi a výběru/evoluce ve fylogenezi.
V roce 1959 obdržel Darwinovu medaili a v roce 1960 se stal členem Leopoldiny.

### Šmalhausenův zákon
Šmalhausenův zákon je obecný princip, který říká, že populace žijící na hranici tolerance, za extrémních nebo neobvyklých podmínek, je také zranitelná vůči malým změnám v jiných oblastech.